# Президентские выборы в Колумбии (1833)
Выборы Президента в Республике Новая Гренада 1833 года — первые непрямые выборы президента Республики Новая Гранада, которые прошли 1 апреля 1833 года.

## История
После распада Великой Колумбии и принятия новой конституции, 9 марта 1832 года Франсиско Сантандер был избран временным президентом Учредительного собрания до первых официальных президентских выборов, назначенных на 1 апреля 1833 года; выборщики были избраны в 1832 году.
Кандидат Франсиско Сантандер с большим преимуществом обошел своего ближайшего соперника, бывшего президента Великой Колумбии, Хоакина Москеру, который был избран вице-президентом, опередив при голосовании в конгрессе Хосе Игнасио де Маркеса.